# Le Lombard
Le Lombard (oorspronkelijk Les éditions du Lombard of De Lombard uitgaven; de huidige naam dateert van 1986) is een Belgische uitgeverij van stripalbums. De uitgeverij werd in 1946 opgericht door Raymond Leblanc voor het nieuwe tijdschrift Kuifje. Sinds 1986 maakt het bedrijf deel uit van Média-Participations, dat onder andere ook Dargaud en Dupuis onder zijn hoede heeft. Leblanc bleef erevoorzitter van Le Lombard tot zijn dood.
Aanvankelijk bevond het bedrijf zich in de Brusselse Lombardstraat 55, daarna in nummer 24. Sinds 1958 huist Le Lombard in Building Tintin, een toentertijd nieuw gebouw in de Paul-Henri Spaaklaan vlak bij het station Brussel-Zuid. Op dit gebouw prijken het hoofd van Kuifje en Bobbie, tegenwoordig erkend als historisch monument.

## Helmond en Albracht
Van sommige strips die in de jaren zeventig en tachtig verschenen zijn de albums zowel door uitgeverij Helmond als Lombard uitgegeven. Het verschil tussen deze albums is minimaal, alleen aan het logo is te zien dat de albums verschillen. De reden hiervoor is dat de oorspronkelijke uitgever, Lombard, voor Nederland de uitgaven door Helmond liet verzorgen. Daarom komen Helmonduitgaven relatief gezien vaker voor in Nederland en zijn de Lombarduitgaven zeldzamer. In België is de situatie net andersom. Verhoudingsgewijs zijn de Lombards zeldzamer en daarom iets duurder dan de Helmonds.
Helmond lag met veel series wel achter op de uitgaves van Lombard. Daardoor verschenen de eerstedrukuitgaven van Helmond soms enkele jaren na de uitgaven door Lombard. Met als gevolg dat op de achterkant bij Helmond soms al meerdere albums werden genoemd als "al verschenen", terwijl het toch om echte eerste drukken gaat.
In de jaren 1979 en 1980 verschenen er ook Albracht-uitgaven onder de naam Lombard. Het verschil is alleen te zien aan de omslag. Albrachtuitgaven zijn te herkennen aan een geverniste cover (zijdeglans), terwijl een echte Lombard geplastificeerd is (hoogglans).

## Derde stroming
Vanaf ongeveer 1999 begint Lombard met het uitgeven van reeks die als sublabel 'Derde Stroming' op de kaft dragen. Series als Niklos Koda, I.R.$. en Vlad vallen onder dit label. De overeenkomst tussen de series is dat het allemaal realistische avonturenstrips zijn die in het heden plaatsvinden (vergelijkbare voorlopers zijn Largo Winch, Jessica Blandy en XIII). De albums verschijnen in softcover, maar in recentere jaren ook een aantal als hardcover.

## Stripreeksen/albums
- De aantekeningen van Darwin
- Adler
- Alex
- Alex Nora
- Alfa
- Alfa - Eerste wapenfeiten
- Ali Bamba
- Alice in Wonderland
- Angela en René
- Aria
- Het eiland Arroyoka
- Asterix
- Babs
- Bakemono
- De balling
- Barbara Kruidje-roer-me niet
- Barelli
- Die onverbeterlijke Bas
- Beast
- Bernard Prince
- Biggles
- The Black Hawk Line
- Blake en Mortimer
- Bliksem
- Blueberry
- Bob Morane
- De Brokkenmakers
- Bruce J. Hawker
- Bruno Brazil
- Buddy Longway
- Cannonball Carmody
- Capricornus
- Carol, detective
- Cassio
- Castel Armer
- Alain Chevallier
- Chick Bill
- Chlorophyl
- Clair-Obscur
- Claudia Brücken
- Clifton
- Cobalt
- Comanche
- Corentin
- Costa
- Cranach van Morganloup
- Dallas Barr
- Dan Cooper
- Dani Futuro
- De avonturen van een dappere musketier
- Dientje
- Digitaline
- Doc Silver
- Doggyguard
- Dokus de leerling
- Domino
- Dommel
- Dommeltje
- Donnington
- Dorpsverhalen
- Duistere verhalen uit de middeleeuwen
- Dwaaskop
- Ed en Ad
- Meneer Edouard
- Ellis group
- Epoxy
- Equator
- Falkenberg
- De familie Kleester
- Flor en Toosje
- Loïc Francoeur
- German en wij...
- De Gezant
- De avonturen van Giel en Maria
- Gil Sinclair
- Gord
- De Gowap
- Grand slam
- Grens
- Halloween Blues
- Hans
- Hansje
- Harald de viking
- Harlekijn
- Het pension van dokter Eon
- High School Generation
- Hij die tweemaal geboren werd
- Hoempa Pa
- Houten hoofd
- Howard Flynn
- Hugo
- De wonderlijke uitvinding van Professor Hyx
- Ian Kaledine
- IJzersnavel
- I.R.$.
- I.R.$. all watcher
- Ivor
- Iznogoedh
- Jack Diamond
- Jackson
- James Healer
- Jan, Jans en de kinderen
- Jari
- Jody Barton
- Johan en Pirrewiet
- Jonathan
- Jugurtha
- Julie, Klaartje en Cécile
- Kapitein Sabel
- Karga
- Kees en Klaas
- Kinderen in het verzet
- Knipoogje
- Kroniek van de nacht der tijden
- De Kronieken van Panchrysia
- Kruistocht
- Kuifje pocket
- Super Kuifje
- Het laatste jungleboek
- De avonturen van Labourdets
- Lefranc
- Leonardo
- Lester Cockney
- De lincoln branch
- Lou Smog
- Lucky Luke
- Luc Orient
- Maarten Milaan
- Madila
- Malafide
- Marine
- Max Faccioni
- Medina
- Meester Chang
- Metropoles
- Michael Logan
- Michel Vaillant
- Mister George
- Mister President
- Monsieur Vincent
- Mr Magellan
- Muriël en Schroefje
- Nahomi
- Nietzsche
- Niklos Koda
- Niky
- Nino
- Nomade
- Norbert, de verbeelding
- Alvin Norge
- In het midden van nowhere
- Olivier Blunder
- De oneven orde
- Op zoek naar Peter Pan
- De panters
- Pechvogel
- Pokervrouw
- Pom en Teddy
- De poolster
- Precinct 77
- Professor Stratus
- Rani
- Ravian
- De Ravottersclub
- Ringo
- Red Road
- Renaat en Christiane
- Rik Ringers
- De Rioolkoninkjes
- Robin Hoed
- Rock Derby
- Rock Mastard
- Kapitein Rogers
- De fantastische rondvaart
- Roodbaard
- Roodoog
- Rork
- Roze Bottel
- Rubine
- Saga Valta
- Sectie R
- Shane
- Sherman
- Silex files
- Silvester van Rochefort
- Simon Arkahne
- Simon van de rivier
- Sisco
- De Smurfen
- Sneeuw
- Space Mounties
- Spaghetti
- Spervuur
- Steven Sterk
- Strip trio
- Belevenissen v Govert Suurbier
- Taka Takata
- Tandori
- Tango
- Tanguy en Laverdure
- Terreur
- Thorgal
- De werelden van Thorgal
- Tijl Uilenspiegel
- Timothy
- Toenga
- Tommy Banco
- Tommy Riley
- Ton en Tineke
- Valcourt
- Vasco
- Verhalen en legenden
- Victor Sackville
- Vincent Larcher
- Viva Zapapa
- Vlad
- Volle melk
- De Voyageurs
- Wapi
- Wayne Thunder
- Wen
- Western
- Wilbur en Mimosa
- William Hazehart
- Wisher
- De Legende van het Wisselkind
- Witte Horizon
- De Witte Ridder
- Wooly Wan
- Alles van W.Vance
- Xan
- Yakari
- Yorik
- Tante Zenobie
- Zeven kogels voor Oxford
- Zilveren vlam
- Een avontuur zonder helden
- De zonen van de wolvin
- Zwart bloed